# Tons of Friends
Tons of Friends è un album dei Crookers. La versione internazionale è stata pubblicata l'8 marzo 2010, invece quella italiana il 12 marzo 2010.

## Tracce
1. We Love Animals (feat. Soulwax & Mixhell)- 5:03
2. No Security (feat. Kelis) - 3:07
3. Natural Born Hustler (feat. Pitbull) - 3:08
4. Let's Get Beezy (feat. will.i.am) - 2:58
5. Park the Truck (feat. Spank Rock) - 1:58
6. Hold Up Your Hand (feat. Róisín Murphy) - 3:13
7. Hip Hop Changed (feat. Rye Rye) - 4:47
8. Cooler Couleur (feat. Yelle) - 4:47
9. Birthday Bash (feat. The Very Best, Marina & Dargen D'Amico) - 4:07
10. Put Your Hands on Me (feat. Kardinal Offishall & Carla-Marie) - 3:40
11. Royal T (feat. Róisín Murphy) - 5:23
12. Remedy (feat. Miike Snow) - 3:11
13. Arena (feat. Poirier & Face-T) - 3:35
14. Tee-Pee Theme (feat. Drop the Lime) - 1:42
15. Transilvania (feat. Steed Lord) - 4:07
16. Have Mercy (feat. Carrie Wilds) - 3:25
17. Jump Up (feat. Major Lazer, Leftside & Supahype) - 3:47
18. Lone White Wolf (feat. Tim Burgess) - 3:27
19. Day 'n' Nite - 1:58
20. Embrace the Martian (feat. Kid Cudi)

## Extra Tracks - Versione italiana
1. Festa festa (feat. Fabri Fibra & Dargen D'Amico)
2. Luce (feat. Samuel Romano)